# Horneline Creek Park
Horneline Creek Park är en park i Kanada.   Den ligger i provinsen British Columbia, i den centrala delen av landet, 3 700 km väster om huvudstaden Ottawa. Horneline Creek Park ligger 710 meter över havet.
Terrängen runt Horneline Creek Park är kuperad. Trakten runt Horneline Creek Park är nära nog obefolkad, med mindre än två invånare per kvadratkilometer.. Det finns inga samhällen i närheten.
I omgivningarna runt Horneline Creek Park växer i huvudsak barrskog.